# Arrondissement Lons-le-Saunier
Arrondissement Lons-le-Saunier je francouzský arrondissement ležící v departementu Jura v regionu Franche-Comté. Člení se dále na 19 kantonů a 349 obcí.

## Kantony
- Arbois
- Arinthod
- Beaufort
- Bletterans
- Champagnole
- Chaumergy
- Clairvaux-les-Lacs
- Conliège
- Lons-le-Saunier-Nord
- Lons-le-Saunier-Sud
- Nozeroy
- Orgelet
- Les Planches-en-Montagne
- Poligny
- Saint-Amour
- Saint-Julien
- Salins-les-Bains
- Sellières
- Voiteur